# Virus de la rabia (ficción)
El Rage Virus o Virus de la Rabia es un virus ficticio de las películas 28 Days Later, 28 Weeks Later y de la novela gráfica 28 Days Later: The Aftermath. No hay que confundirlo con la enfermedad de la rabia canina.

## Orígenes
Principalmente, el Rage Virus es un Virus Ébola mutante, creado en el centro de investigación de primates de Cambridge, el propósito real fue crear un antídoto que curara la furia del ser humano, después de los ataques terroristas que tuvieron lugar un día antes de la infección, para ello Clive modificó el genoma del virus Ébola. Días después de que se modificará, el virus mutó, teniendo un efecto revertido, y en lugar de anular la violencia, la aumentaba hasta niveles excesivamente altos.

## Primera epidemia
La primera epidemia sucedió alrededor del otoño de 2002, en un laboratorio de investigación donde posiblemente se creó este virus. En Londres un grupo de activistas de los derechos de los animales irrumpieron en el laboratorio causando la liberación de un grupo de chimpancés infectados, saliendo estos a la superficie e infectando a las personas. 
Uno de los primeros en infectarse es un joven llamado Liam, como se muestra en el capítulo 2 de la novela gráfica 28 Días Después: Las consecuencias. La infección acabó en poco tiempo con la ciudad de Londres. A esta le siguió toda Inglaterra, luego Gran Bretaña, entonces la isla fue puesta en cuarentena total. Los campos de refugiados se extendieron desde Irlanda hasta España. La evacuación fue tardía lo que causó que un colosal número de personas se infectara en Londres, Mánchester, Edimburgo, Glasgow y Birmingham. 28 días después de que la infección iniciara casi el 94% de la población de Inglaterra y Escocia había contraído el virus. Jim, el protagonista de la primera película, despierta en este momento en una Londres apocalíptica. Se une a Selena, Frank y Hannah en una travesía a la ciudad de Mánchester en busca de refugio con los militares, llegando a la ciudad completamente arrasada por un incendio y los alrededores llenos de infectados. En la mansión que los militares usan como refugio se observa como la racionalidad se ha perdido. Varios infectados logran entrar a la mansión e inician una carnicería. Solo Jim, Selena y Hannah salen vivos. Diez semanas después de lo ocurrido en la mansión, la OTAN, al mando del ejército de los Estados Unidos de América llegan a la Isla tras la muerte por inanición de todos los infectados, llegando la infección así a su fin.

## Segunda epidemia
Esta nueva epidemia surgió en una Londres militarizada por los Estados Unidos de América seis meses después del primer brote del virus, o sea por mayo de 2003 cronológicamente con los sucesos de la película. De los 7.512.400 habitantes de Londres, la mayor parte murió infectada de rabia y la otra huyó de la ciudad. Ahora Dogsland es el Distrito 1 en Londres, el único en el que habitan los 15.000 civiles británicos que salieron de la isla antes de la infección original, el resto de Londres sigue devastado. Dos niños llamados Tammy y Andy llegan a la ciudad junto con otros civiles. Se muestra aquí el número de militares armados en la zona. Un día Tammy y Andy escapan del Distrito 1 para ir a su antigua casa a recuperar una foto de su madre a la que pensaban muerta. Luego, Andy encuentra a su madre, la que es llevada al distrito 1 donde se descubre que es portadora del virus, pero inmune a la vez. Luego, a través de un beso infecta a su esposo Don, quien desata la segunda gran epidemia del virus. Don irrumpe en el hospital e infecta a casi todos los civiles. Con el número de infectados en aumento se declara código rojo y se da la orden de exterminio. Tammy y Andy logran salir del distrito 1 antes de su destrucción con otros tres sobrevivientes. Los infectados salen del distrito y vuelven a llenar Londres. El grupo de Tammy y Andy se encuentra solo en una Londres con 14.997 infectados. Todos menos Tammy y Andy mueren. Ellos logran escapar de Londres con la ayuda del piloto Flynn, pero la epidemia se convierte en una pandemia. 28 días después los infectados arrasan París, haciendo saber que el virus llegó a Francia, al ser portado por Andy.

## Los infectados
Los infectados son las personas que se infectaron con este virus y que están sumidas en un estado de furia psicotica incontrolable. Su fuerza física y resistencia serán las mismas que tenían antes de la infección pero su determinación por atacar hará que no cesen en su intento hasta quedar completamente agotados o hasta que pierdan la pista de su víctima. Son capaces de distinguir entre personas infectadas y no infectadas, atacando únicamente a los segundos. Esta capacidad, según lo revelado en "28 Days Later: The Aftermath", se debe al olfato. Los infectados serían capaces de notar la diferencia de olor entre ellos y las personas no infectadas, por ejemplo, existen ciertos olores, como champú, desodorantes y perfumes, que parecen atraerles especialmente.
Al atrapar a su presa normalmente la atacan con violencia, incluso pudiéndose ver en alguna ocasión que golpean a sus víctimas.
No son capaces de alimentarse a sí mismos, aunque sí que beben cuando tienen ocasión, así que el sujeto infectado termina muriendo de hambre cuando se le acaban las reservas de su organismo. Aproximadamente entre 20 días y un mes (límite máximo de resistencia de un ser humano sin comer) después de que la persona fuese infectada, se producirá su muerte por inanición. Presumiblemente, los días anteriores a su muerte estaría demasiado débil para moverse o atacar a personas sanas. En cuanto a si sienten dolor es probable que así sea ya que cuando son quemados se les oye gritar, también cuando el infectado que estaba encadenado trata de atacar a Jim, al correr y ahorcarse con la cadena, este hace un gesto de dolor y sufre de asfixia.

## Transmisión, síntomas y cura
El virus provoca una ira extrema e incontrolable en el sistema nervioso, la misma que produce el virus de rabia canina salvo que este afecta únicamente a los primates, se cree que un animal que no sea de esta especia es inmune a la infección. Se transmite de diversos modos, como mordidas, un beso, y a través de los fluidos corporales como la sangre y la saliva. El virus se multiplica muy rápidamente una vez ha entrado en el huésped, lo cual hace que su periodo de incubación dure menos de un minuto. Los primeros síntomas que experimenta el sujeto son ansiedad y dolor, seguido de gruñidos, después de los primeros 10 segundos, empezara a golpear salvajemente lo que tenga en frente. los siguientes síntomas que suceden a los 20 segundos son vomitos de sangre en grandes cantidades (un efecto derivado de la fiebre hemorrágica que produce el Ébola), los ojos comienzan a sangrar y la iris de ambos se torna roja (iritis), el sujeto también experimenta violentos espasmos cuando virus se propaga por las células. Hasta ahora, no se ha creado ninguna cura o anticuerpo para combatir el Virus de la Rabia.